# Matheus Cunha
Matheus Santos Carneiro Da Cunha (sinh ngày 27 tháng 5 năm 1999) là một cầu thủ bóng đá chuyên nghiệp người Brasil hiện đang thi đấu ở vị trí tiền đạo cho câu lạc bộ Premier League Manchester United và đội tuyển bóng đá quốc gia Brasil.

## Sự nghiệp câu lạc bộ
Cunha gia nhập FC Sion từ Coritiba năm 2017. Anh kết thúc mùa giải đầu tiên ở câu lạc bộ Thụy Sĩ với 10 bàn thắng. Vào ngày 24 tháng 6 năm 2018, anh gia nhập CLB RB Leipzig của Giải vô địch bóng đá Đức với bản hợp đồng kéo dài 5 năm.
Trong kì chuyển nhượng mùa đông vào tháng 1 năm 2020, Hertha BSC chính thức công bố giành được chữ kí của tiền đạo người Brasil với thời hạn 4 năm rưỡi.
Vào ngày 12 tháng 6 năm 2025, Manchester United đã kích hoạt điều khoản giải phóng trị giá £62.5 triệu trong hợp đồng của Cunha tại Wolverhampton Wanderers và hoàn tất việc chuyển nhượng. Anh ký hợp đồng dài hạn đến năm 2030, kèm tùy chọn thêm 1 năm  .

## Thống kê sự nghiệp

### Câu lạc bộ
Tính đến 19 tháng 9 năm 2020.
| Câu lạc bộ          | Mùa giải            | Giải đấu            | Giải đấu | Giải đấu | Cúp quốc gia | Cúp quốc gia | Châu lục | Châu lục | Khác | Khác | Tổng cộng | Tổng cộng |
| Câu lạc bộ          | Mùa giải            | Hạng                | Trận     | Bàn      | Trận         | Bàn          | Trận     | Bàn      | Trận | Bàn  | Trận      | Bàn       |
| ------------------- | ------------------- | ------------------- | -------- | -------- | ------------ | ------------ | -------- | -------- | ---- | ---- | --------- | --------- |
| Sion                | 2017–18             | Swiss Super League  | 29       | 10       | 0            | 0            | 2        | 0        | 2    | 0    | 33        | 10        |
| Sion                | Tổng cộng           | Tổng cộng           | 29       | 10       | —            | —            | 2        | 0        | 2    | 0    | 33        | 10        |
| RB Leipzig          | 2018–19             | Bundesliga          | 25       | 2        | 2            | 1            | 12       | 6        | —    | —    | 39        | 9         |
| RB Leipzig          | 2019–20             | Bundesliga          | 10       | 0        | 1            | 0            | 2        | 0        | —    | —    | 13        | 0         |
| RB Leipzig          | Tổng cộng           | Tổng cộng           | 35       | 2        | 3            | 1            | 14       | 6        | —    | —    | 52        | 9         |
| Hertha BSC          | 2019–20             | Bundesliga          | 11       | 5        | 0            | 0            | —        | —        | —    | —    | 11        | 5         |
| Hertha BSC          | 2020–21             | Bundesliga          | 1        | 1        | 1            | 1            | —        | —        | —    | —    | 2         | 2         |
| Hertha BSC          | Tổng cộng           | Tổng cộng           | 12       | 6        | 1            | 1            | 0        | 0        | 0    | 0    | 13        | 7         |
| Tổng cộng sự nghiệp | Tổng cộng sự nghiệp | Tổng cộng sự nghiệp | 76       | 18       | 4            | 2            | 16       | 6        | 2    | 0    | 98        | 26        |

### Quốc tế
Tính đến ngày 27 tháng 9 năm 2022
| Đội tuyển quốc gia | Năm       | Trận | Bàn |
| ------------------ | --------- | ---- | --- |
| Brasil             |           |      |     |
| 2021               | 4         | 0    |     |
| 2022               | 4         | 0    |     |
| Tổng cộng          | Tổng cộng | 8    | 0   |